# Pegomya deprimata
Pegomya deprimata este o specie de muște din genul Pegomya, familia Anthomyiidae. A fost descrisă pentru prima dată de Zetterstedt în anul 1845. Conform Catalogue of Life specia Pegomya deprimata nu are subspecii cunoscute.